# Страхование строительно-монтажных рисков
Страхование строительно-монтажных рисков — комплексный вид страхования, обеспечивающий защиту участников строительства от рисков случайной гибели или повреждения объектов строительных работ, строительного оборудования, материалов, другого имущества, а также гражданской ответственности за причинение вреда третьим лицам. 
В настоящее время широко применяется в международной практике два вида страхования, связанные со строительством, сооружением объектов.

## Страхование строительного предпринимателя (строительной организации) от всех рисков
Страхование строительного предпринимателя от всех рисков имеет условное обозначение CAR (от англ. contractor’s all risks). Технический прогресс в строительстве, повышенный спрос на все виды строительных работ, постоянный рост стоимости сооружаемых объектов и связанное с этим увеличение технических и экономических рисков строительства - все эти факторы вызвали во всем мире повышенный спрос на страхование CAR. Страхование CAR предоставляет всем участникам, связанным со строительством, эффективную защиту от вероятных убытков. Размер страховой премии по данному виду страхования всегда ниже рисковой надбавки строительного предпринимателя, которую он обычно закладывает в смету строительства. Поэтому данный вид страхования позволяет снизить стоимость строительства (цену предложения при международных торгах). При государственных или муниципальных заказах на строительство объектов требование о заключении страхования CAR, как правило, является обязательным. По вполне понятным причинам застройщики, кредитные организации, архитекторы, консалтинговые фирмы все чаще настаивают на заключении данного договора страхования.

### Объекты страхования
В рамках договора CAR могут быть застрахованы все объекты гражданского и промышленного строительства. Например, жилые дома, офисы, больницы, школы, театры, промышленные здания, электростанции, дорожные и железнодорожные сооружения, аэропорты, мосты, дамбы, плотины, туннели, ирригационные и дренажные сооружения, каналы, порты. В процессе строительства объектов страхованию подлежат:
1. Строительный объект. Все работы, производимые строительным предприятием или его подрядчиками, включая подготовительные работы на строительной площадке (выемка грунта, планировочные работы), а также вспомогательные сооружения (например, временные обводные каналы и защитные дамбы), все материалы, хранимые на строительной площадке и необходимые для производства строительных работ.
2. Оборудование строительной площадки, которое включает общежития, склады, водоподготовительные и смесительные станции, леса, инженерные сети (электрические, водные) и прочее.
3. Строительные машины (экскаваторы, краны, транспортные средства, используемые на строительной площадке, если они не допущены к эксплуатации на дорогах общего назначения). При этом застрахованы все машины: как собственные, так и арендованные.
4. Расходы по расчистке территории после страхового случая. Под этими расходами понимаются расходы, возникающие в связи с удалением обломков при ликвидации ущерба, подлежащего возмещению.
5. Гражданская ответственность страхователя. Претензии третьих лиц, возникшие в результате  ущерба имуществу или личности в связи с производством строительных работ, за которые по закону несет ответственность застрахованное лицо, за исключением претензий, предъявляемых служащими и рабочими строительной организации в связи с несчастным случаем на производстве.
6. Объекты, на которых или возле которых ведутся работы. Сюда относятся объекты, которые доверены застрахованному или находятся на хранении у него.

В рамках договора страхования CAR могут быть застрахованы и работы по монтажу машин, установок и стальных конструкций, если преобладают строительные работы, т.е. стоимость монтажных объектов, включая расходы по монтажу, составляет менее 50% от общей страховой суммы.

### Страховое покрытие
Страховой суммой, на которую страхуются строительные работы, является договорная стоимость строительства, включая стоимость поставленных строительных материалов и/или выполненных работ.
Страхование CAR даёт очень широкую защиту. Все убытки, возникшие в период действия страхования от внезапных и непредвиденных аварийных событий, возмещаются, если причина их возникновения не входит в число исключений. Таковыми исключениями являются:
- убытки в результате военных действий, мероприятий или событий, забастовки, мятежа, гражданских волнений, прерывания работы, ареста имущества по требованию властей;
- преднамеренные действия страхователя или грубая неосторожность;
- убытки в результате воздействия ядерной энергии;
- претензии по неустойкам и недостаткам оказанных услуг;
- внутренние повреждения строительных машин, т.е. повреждения, вызванные не внешними причинами;
- ошибки в проектировании;
- устранение недостатка производства строительных работ (например, использование дефектного или непригодного материала)[1].

### Период действия договора страхования
Страховая защита начинается в момент начала строительных работ или после выгрузки застрахованных объектов на строительной площадке и заканчивается приёмкой или пуском в эксплуатацию сооружения. Наряду с этим имеется возможность распространить страховое покрытие на период технического обслуживания (англ. maintenance period). Период технического обслуживания, предусмотренный договором строительства, включает период после приема сооружения, например, один год. В течение этого периода может действовать один из двух вариантов страхового покрытия:
1. Стандартное покрытие рисков технического обслуживания (англ. maintenance visits). Страховщик несет ответственность лишь за повреждения, которые страхователь причинил застрахованным предметам при выполнении своих обязательств по техническому обслуживанию;
2. Расширенное покрытие рисков технического обслуживания (англ. extended maintenance). Дополнительно к стандартному покрытию рисков технического обслуживания возмещаются убытки, обусловленные ошибками при производстве строительных работ.

## Страхование всех монтажных рисков
Другой разновидностью страхования строительно-монтажных рисков является страхование всех монтажных рисков - страхование EAR (от англ. engineering all risk).
В основу этого вида страхования положена идея обеспечения страхового покрытия всех рисков, которые возникают при монтаже машин, механизмов, а также при возведении стальных конструкций. Страхователями по данному виду страхования могут быть все стороны, для  которых  в связи с монтажом объектов возникает риск, например:
- изготовитель или поставщик монтажного объекта, если монтажные работы осуществляются им самим или под его ответственность;
- фирмы, которым поручено производство монтажа;
- покупатель монтажного объекта;
- кредитор.

### Объекты страхования
По данному виду страхования страхуются:
1. Монтаж и пробный пуск всех видов:  машин, механизмов и конструкций, например турбин, генераторов, паровых котлов, компрессоров, двигателей внутреннего сгорания, электродвигателей, трансформаторов, выпрямителей, коммутационных устройств; станков, насосов, подъемников, кранов, транспортеров, канатных дорог; печатных, бумагоделательных машин, текстильных станков, воздушных линий, трубопроводов, цехов, емкостей, сосудов, стальных мостов,  силовых установок и фабрик, заводов, в состав которых входят такие объекты, как: электростанции, сталеплавильные заводы, химические установки, доменные печи, бумажные заводы, текстильные фабрики, а также установки для производства других потребительских товаров.
2. Машины, устройства и оборудование для производства монтажа, например, краны, мачты, лебедки, сварочные аппараты, компрессоры.
3. Предметы, находящиеся на монтажной площадке и взятые на хранение застрахованным.
4. Расходы по очистке территории после страхового случая.
5. Дополнительные издержки по оплате сверхурочных работ, перевозке груза повышенной скоростью (в особых случаях - воздушным транспортом), если эти издержки непосредственно связаны с ликвидацией ущерба, подлежащего возмещению.
6. Гражданская ответственность застрахованного лица, т.е. претензии третьих лиц, которые согласно законодательству должны быть удовлетворены за счет застрахованного лица. Претензии рабочих и служащих, занятых монтажными работами не принимаются, т.к. они урегулируются в рамках страхования от несчастного случая.

Строительные работы, которые выполняются на данных объектах могут быть также застрахованы, если преобладает доля монтажных работ, т.е. стоимость монтируемого оборудования превышает стоимость строительных работ.

### Страховое покрытие
Страхование всех монтажных рисков  обеспечивает весьма полное страховое покрытие, построенное по методу исключения. В международной практике таковыми являются:
- убытки, возникшие в результате ошибок в конструкции, дефектов материалов или ошибок, допущенных при изготовлении;
- повреждения в результате умышленных действий или грубой неосторожности застрахованного или его представителя;
- претензии по неустойкам и недостаткам  оказанных услуг, прочие имущественные убытки;
- повреждения в результате военных или иных событий, волнений, ареста имущества по решению органов власти;
- повреждения в результате забастовок или мятежа, а также повреждения, вызванные воздействием ядерной энергии.